# ペルニレ・ハーダー
ペルニレ・ハーダー（Pernille Harder、1992年11月15日 - ）との日本語で知られる、ペアニレ・モーセゴーオ・ハーダー（デンマーク語: Pernille Mosegaard Harder）は、デンマーク・イカスト出身のサッカー選手。FCバイエルン・ミュンヘン所属。ポジションはFW、MF。デンマーク女子代表。

## 経歴
欧州でも最高の女子サッカー選手の一人で、欧州最優秀選手賞を最多受賞している。歴代沢山の賞を受賞しているが、ドイツ年間最優秀選手賞に外国籍の選手で選ばれたのは史上初である。（詳細は#個人を参照）
デンマーク代表ではUEFA欧州女子選手権2017で準優勝し、ワールドカップ予選では2位に大差をつけて4大会ぶり5回目の本大会への出場を決めた。

## タイトル

### チーム

#### リンシェーピングFC
- ダームアルスヴェンスカン (1): 
  - 優勝: 2016
- スヴェンスカ・クーペン・ダメル(2):
  - 優勝: 2014, 2015
  - 準優勝: 2016
- スヴェンスカ・スーパークーペン（英語版）:
  - 準優勝: 2015, 2016

#### VfLヴォルフスブルク
- フラウエン・ブンデスリーガ (4): 
  - 優勝: 2016–17, 2017–18, 2018–19, 2019–20
- DFBポカール・デア・フラウエン (4):
  - 優勝: 2016–17, 2017–18, 2018–19, 2019–20
- UEFA女子チャンピオンズリーグ:
  - 準優勝: 2017–18, 2019–20

#### チェルシーFCウィメン
- ウィメンズ・スーパーリーグ (2): 
  - 優勝: 2020–21, 2021–22
- FA女子カップ (2):
  - 優勝: 2020–21, 2021–22

- FA女子リーグカップ (1): 
  - 優勝: 2020–21
- UEFA女子チャンピオンズリーグ:
  - 準優勝: 2020–21

#### デンマーク代表
- UEFA欧州女子選手権 (1):
  - 準優勝: 2017

### 個人
- デンマークサッカー協会 ブレイクスループレイヤーオブザイヤー: 2010
- デンマーク年間女子最優秀選手賞: 2012, 2015, 2016, 2017, 2018, 2019, 2020
- ダームアルスヴェンスカン 年間最優秀選手賞: 2015, 2016
- ダームアルスヴェンスカン 年間最優秀FW: 2015, 2016
- ダームアルスヴェンスカン 得点女王: 2016
- 国際プロサッカー選手会: 女子ベストイレブン: 2017, 2020
- UEFA欧州女子選手権2017: 大会ベストイレブン
- Goal 50 年間最優秀選手賞: 2019–20[4]
- UEFA女子チャンピオンズリーグ 年間優秀選手: 2016–17, 2017–18, 2018–19, 2019–20, 2020–21
- 国際サッカー歴史統計連盟 世界選抜: 2017, 2018, 2020
- フラウエン・ブンデスリーガ 得点女王: 2017–18[5], 2019–20
- UEFA欧州最優秀選手賞: 2017–18[6], 2019–20[7]
- UEFA女子チャンピオンズリーグ 得点女王: 2018–19
- UEFA女子チャンピオンズリーグ 年間最優秀FW: 2019–20[8]
- 世界最高女子サッカー選手 ベスト100選: 2018, 2020[9]
- ドイツ年間最優秀女子サッカー選手賞: 2020[3]
- ワールドサッカー 世界年間最優秀女子選手賞: 2020
- 国際サッカー歴史統計連盟 年間最優秀女子選手賞: 2020
- 国際サッカー歴史統計連盟 ベストチーム: 2011–2020[10]

- ウィメンズ・スーパーリーグ 月間最優秀ゴール賞: 2021年9月[11]
- 2023 FIFA女子ワールドカップ VISAプレイヤー・オブ・ザ・マッチ: グループD: ハイチ戦